# Hum (Foča)
Hum (serbisch-kyrillisch Хум) ist ein Ort in der Verbandsgemeinde Foča im äußersten Südosten von Bosnien und Herzegowina, direkt an der montenegrinischen Grenze. Seit dem Bosnienkrieg gehört es zur Republika Srpska, einer von zwei Entitäten in Bosnien und Herzegowina. Der Straßengrenzübergang Hum-Šćepan Polje mit einer Brücke über die Tara ist nach dem Dorf benannt.

## Geographie

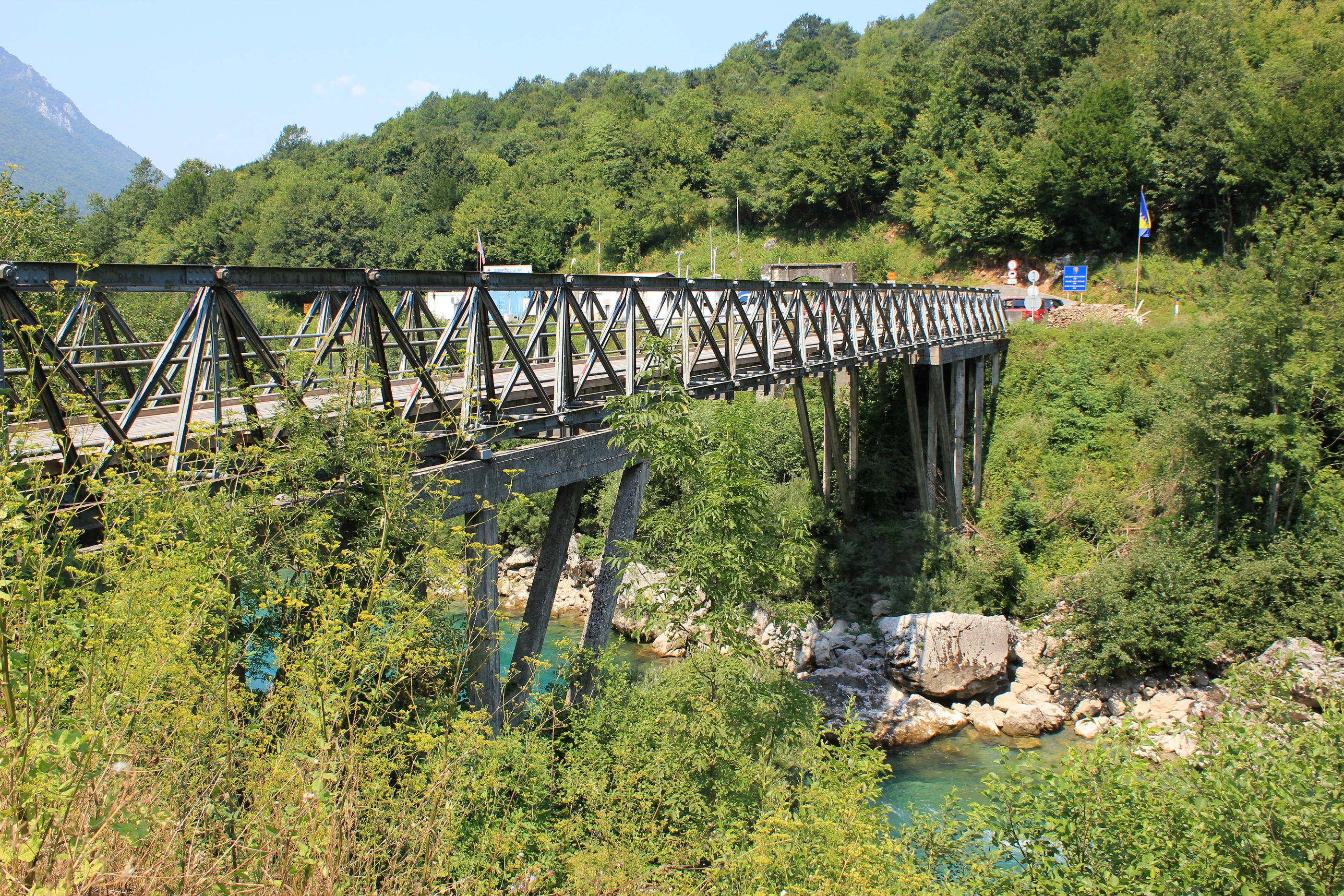
Grenzbrücke über die Tara in Hum

Hum befindet sich etwa 18 Kilometer südöstlich von Foča oberhalb des Zusammenflusses von Tara und Piva, die ab hier die Drina bilden. An der Drina bei Hum befinden sich mehrere Rafting-Stützpunkte.

## Bevölkerung
Zur letzten Volkszählung vor dem Bosnienkrieg im Jahre 1991 hatte Hum 104 Einwohner, die sich ausschließlich als Muslime bezeichneten. Nach Vertreibung und Flucht während des Krieges lebten 2013 nur noch 15 Einwohner in Hum.